# 808
| 808                |
| ------------------ |
| Dødsfald - Fødsler |
|                    |

| Gregoriansk kalender | 808 DCCCVIII            |
| Ab urbe condita      | 1561                    |
| Armensk kalender     | 257 ԹՎ ՄԾԷ              |
| Kinesiske kalender   | 3504 – 3505 丁亥 – 戊子 |
| Etiopisk kalender    | 800 – 801               |
| Jødisk kalender      | 4568 – 4569             |
| Hindukalendere       |                         |
| - Vikram Samvat      | 863 – 864               |
| - Shaka Samvat       | 730 – 731               |
| - Kali Yuga          | 3909 – 3910             |
| Iransk kalender      | 186 – 187               |
| Islamisk kalender    | 192 – 193               |

Se også 808 (tal)

## Begivenheder
- Det formodede år for grundlæggelsen af Hedeby. Godfred angreb obotritterne og indtog bl.a. handelscenteret Reric, hvorefter han deporterede handelsfolkene til Hedeby.

## Dødsfald
| År | Spire Denne artikel om et år, årti, århundrede eller årtusinde er en spire som bør udbygges. Du er velkommen til at hjælpe Wikipedia ved at udvide den. |